# Besu Sado
Besu Sado Beku (* 12. Januar 1996) ist eine äthiopische Mittelstreckenläuferin, die sich auf den 800-Meter-Lauf spezialisiert hat.

## Sportliche Laufbahn
Erste internationale Erfahrungen sammelte Besu Sado bei den Afrikameisterschaften 2014 in Marrakesch, bei denen sie in 4:17,51 min den siebten Platz im 1500-Meter-Lauf belegte. Im Jahr darauf qualifizierte sie sich für die Weltmeisterschaften in Peking, bei denen sie mit 4:17,17 min im Halbfinale ausschied. Anschließend gewann sie bei den Afrikaspielen in Brazzaville in 4:18,86 min die Silbermedaille hinter ihrer Landsfrau Dawit Seyaum. 2016 gelangte sie bei den Olympischen Spielen in Rio de Janeiro bis in das Finale, in dem sie in 4:14,58 min den neunten Platz belegte. 2017 gelangte sie bei den Weltmeisterschaften in London bis in das Halbfinale, in dem sie mit 4:07,65 min ausschied. 2018 wurde sie bei den Afrikameisterschaften in Asaba in 4:15,74 min Vierte.
2014, 2016 und 2018 wurde Sado äthiopische Meisterin im 1500-Meter-Lauf.

## Persönliche Bestzeiten
- 800 Meter: 2:02,52 min, 12. Juni 2014 in Addis Abeba
- 1000 Meter: 2:37,73 min, 24. Mai 2015 in Hengelo
- 1500 Meter: 3:59,47 min, 1. September 2016 in Zürich
  - 1500 Meter (Halle): 4:09,17 min, 10. Februar 2017 in Toruń
- Meile: 4:25,99 min, 3. Juni 2018 in Hengelo
  - Meile (Halle): 4:39,27 min, 17. Februar 2016 in Stockholm